# Pharcidodes divisus
Pharcidodes divisus är en skalbaggsart som beskrevs av Martins 1976. Pharcidodes divisus ingår i släktet Pharcidodes och familjen långhorningar. Inga underarter finns listade i Catalogue of Life.